# Pithea ferruginea
Pithea ferruginea är en fjärilsart som beskrevs av Walker 1856. Pithea ferruginea ingår i släktet Pithea och familjen björnspinnare. Inga underarter finns listade i Catalogue of Life.